# 태백 장성 전기고생대 화석 산지
태백 장성 전기고생대 화석 산지(太白 長省 前期古生代 化石 産地)은 대한민국 강원특별자치도 태백시 장성동의 조선 누층군 직운산층에 발달한 475 m2의 화석 산지이다. 1986년 11월 19일 강원도의 기념물 제57호로 지정되었다가, 2000년 4월 28일 대한민국의 천연기념물 제416호로 승격되었다.

## 개요
이곳의 지질은 고생대 오르도비스기의 퇴적암 지층 조선 누층군 직운산층으로 구성되며, 삼엽충, 완족류, 두족류, 복족류 등의 화석이 발견된다. 이 화석은 중국의 동남부지역 남·북아메리카, 유럽 기타 지역에서 나타나며, 한반도에서는 주로 이 지역에서 발견된다. 이 지역에서 발견되는 삼엽충화석은 5속 15종으로 분류되며 1cm 이하에서 22 cm에 이르는 다양한 크기의 화석이 있어 지질시대 결정과 화석생물 특성 등 학술연구 자료로 중요하다.

## 천연기념물 지정 사유
태백 장성 전기고생대 화석산지는 고생대 오르도비스기의 조선 누층군 중 직운산층에 해당하는 암석층이다. 하부고생대 지층임을 말하여 주는 삼엽충을 중심으로 완족류, 두족류, 복족류 등 매우 다양한 화석이 산출되는 곳이다.
지구상에서 제일 먼저 출현한 절지동물인 삼엽충의 생존기간을 기준으로 고생대 캄브리아기를 30여 개의 시기로 구분할 수 있는데, 이곳에서 나온 삼엽충화석을 연구한 결과 현재 북위 38°부근에 위치한 우리나라가 5억년 전에는 적도 부근에 있었다는 사실을 알아낼 수 있었다.
태백 장성 화석산지는 고생대 지구의 역사와 한반도의 자연 역사를 알아낼 수 있는 중요한 화석산지로서 학술적 가치가 크다.

## 같이 보기
- 태백시의 지질
- 조선 누층군
- 직운산층
- 한국의 지질

## 참고 자료
- 태백 장성 전기고생대 화석 산지 - 국가유산청 국가유산포털